# Portugal Post
O Portugal Post (em português: Correio Portugal) é um jornal mensal alemão em língua portuguesa. 

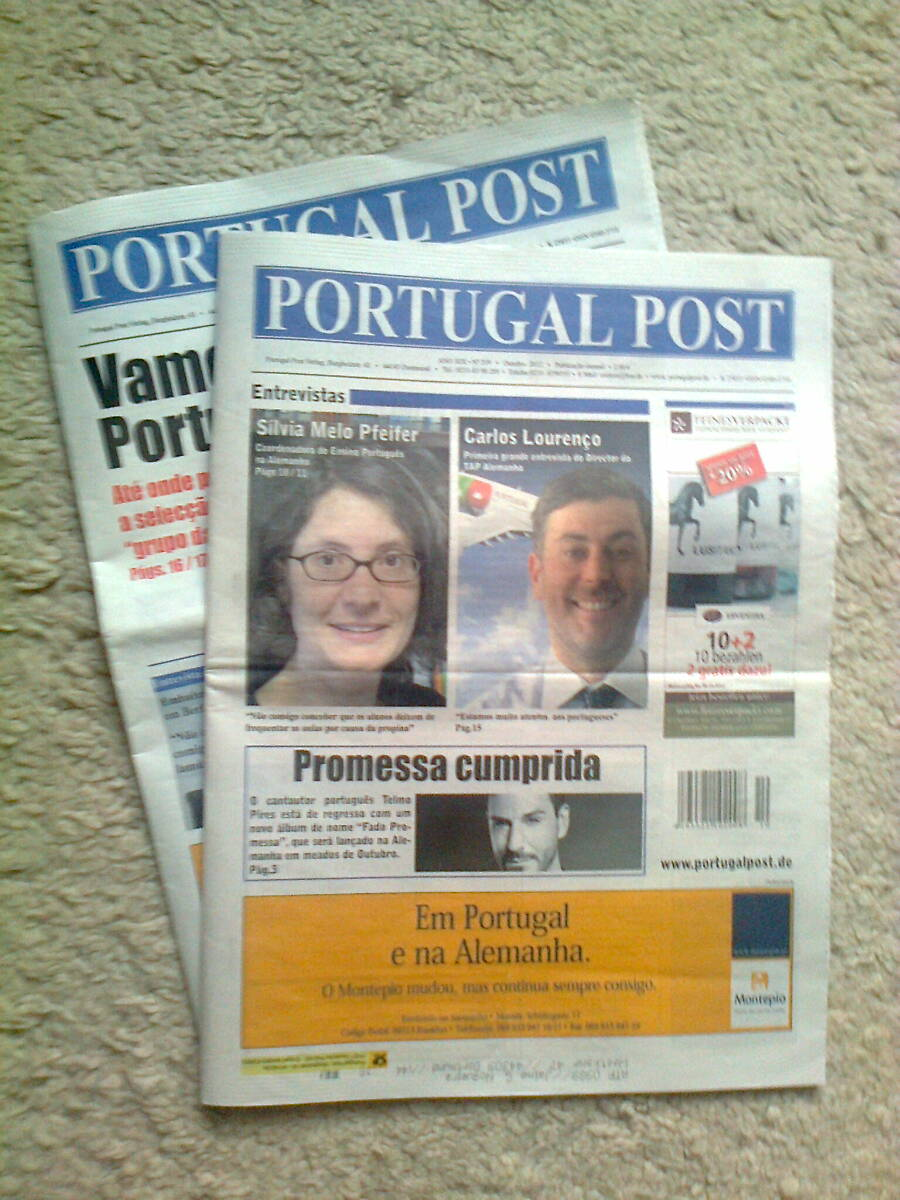
Edições do Portugal Post

## História e Produtos
Foi fundado pelo seu diretor Mário dos Santos em 1993, ainda sobre o nome de Correio de Portugal. Está desde então sediado na cidade de Dortmund.
Além do próprio jornal mensal, o Portugal Post ainda publica edições especiais, tal como pelo seu 15º aniversário. Também edita o Directório Empresarial bilingue, de empresas portuguesas na Alemanha. Já recebeu elogios pela iniciativa do ministro José Vieira da Silva.
O Portugal Post é vendido em quiosques em todo território alemão, principalmente nas estações centrais dos caminhos de ferro. Vende uma parte significativa da sua tiragem por assinaturas. Ainda possibilita uma assinatura digital, que fornece uma cópia fiel da versão impressa, em formato PDF, e pela metade do preço da assinatura regular.

## Linha editorial
O jornal é publicado em português, oferecendo artigos alemães em raras ocasiões. Segue uma linha apartidária, dando regularmente expressão aos representantes dos partidos portugueses mais ativos na Alemanha, nomeadamente do PS, do PSD, e do CDU. Não sendo um jornal expressamente político, oferece aos seus leitores artigos sobre acontecimentos, de Portugal e da Alemanha, de relevo para a comunidade portuguesa. Destaque para figuras da comunidade portuguesa na Alemanha nas àreas da música, do desporto e da economia, passando por esclarecimentos de questões jurídico-sociais, e pela vida social na comunidade. Os problemas no ensino de português na Alemanha e incertezas sobre consulados ameaçados de serem fechados são alguns dos temas frequentementes debatidos no Portugal Post.